# Kokoro Connect
Kokoro Connect (jap. ココロコネクト Kokoro konekuto) – seria light novel napisanych przez Sadanatsu Andę i zilustrowanych przez Shiromizakanę. Seria składa się z 11 tomów, które zostały wydane przez Enterbrain między styczniem 2010 a wrześniem 2013 roku.
Na podstawie powieści powstały dwie serie mangi, opublikowane przez Enterbrain i Kadokawa Shoten. Ponadto powstało także 13-odcinkowe anime, wyreżyserowane przez Shinyę Kawatsurę i wyprodukowane przez Silver Link, które zostało wyemitowane między lipcem a wrześniem 2012 roku. Powstały później także cztery dodatkowe odcinki, które wydano 30 grudnia 2012 roku.
W Polsce manga wydawnictwa Enterbrain ukazała się nakładem wydawnictwa Studio JG.

## Fabuła
Pięciu licealistów: Taichi, Iori, Himeko, Yoshifumi oraz Yui, którzy tworzą szkolny klub kulturalny, pewnego dnia zaczynają losowo zamieniać się między sobą ciałami. Wkrótce okazuje się, że tajemniczy Fūsenkazura obrał ich sobie za cel, by rozwiać własne znudzenie. W miarę jak doświadczają różnych niecodziennych sytuacji, ich przyjaźń jest wystawiona na poważną próbę.

## Bohaterowie

### Główni
- Taichi Yaegashi (jap. 八重樫 太一 Yaegashi Taichi) – protagonista i fan wrestlingu. Jest osobą bezinteresowną i często stara się pomagać innym w miarę swoich możliwości.

Seiyū: Takahiro Mizushima 
- Iori Nagase (jap. 永瀬 伊織 Nagase Iori) – wyluzowana przewodnicząca klubu. Mieszka sama z matką, która rzadko bywa w domu. Ponieważ jeden z jej ojczymów był wobec niej agresywny, nauczyła się zmieniać osobowość w zależności od sytuacji tak, by spełnić oczekiwania innych do tego stopnia, że już sama nie jest pewna, jaka jest naprawdę.

Seiyū: Aki Toyosaki 
- Himeko Inaba (jap. 稲葉 姫子 Inaba Himeko) – Himeko jest vice-przewodniczącą klubu. Iori nazywa ją „Inaban”. Bywa agresywna wobec żartów ze strony Taichi'ego i Yoshifumi'ego. Wcześniej należała do klubu komputerowego, z którego jednak musiała się wypisać, ponieważ popadła w konflikt z jego przewodniczącym. Jest nieufna wobec innych, ale najbardziej racjonalna i opanowana w sytuacjach kryzysowych.

Seiyū: Miyuki Sawashiro 
- Yoshifumi Aoki (jap. 青木 義文 Aoki Yoshifumi) – najlepszy przyjaciel Taichi'ego, z którym dzieli zainteresowania pornograficzne. Zawsze radosny i niepoważny, jednak jest zakochany w Yui.

Seiyū: Takuma Terashima 
- Yui Kiriyama (jap. 桐山 唯 Kiriyama Yui) – Yui jest utalentowaną karateką. Z powodu traumy z przeszłości cierpi na androfobię, którą udaje się później pokonać dzięki pomocy Taichi'ego. Odrzuca względy Yoshifumi'ego, przyznając, że nie jest gotowa na związek.

Seiyū: Hisako Kanemoto 
- Chihiro Uwa (jap. 宇和 千尋 Uwa Chihiro) – jest jednym z dwóch pierwszorocznych, którzy dołączają do klubu kulturalnego.

Seiyū: Toshiyuki Toyonaga  (odcinek radiowy)
- Shino Enjōji (jap. 円城寺 紫乃 Enjōji Shino) – jest jedną z dwóch pierwszorocznych, którzy dołączają do klubu kulturalnego. Zakochana w Chihiro.

Seiyū: Nao Tōyama  (odcinek radiowy)
- Fūsenkazura (jap. ふうせんかずら Fūsenkazura) – nadprzyrodzona inteligentna istota, która stoi za dziwnymi doświadczeniami w klubie kulturalnym. Kontaktuje się z ludźmi opętując innych, zwykle wychowawcę – pana Gotō i zwykle mówi monotonnym i zmęczonym głosem. Istnieje więcej niż jedna istota posługująca się tym pseudonimem. Pierwsza z nich odnosi się do siebie boku (męskie ja), a druga atashi (kobiece ja).

### Liceum Yamaboshi
- Maiko Fujishima (jap. 藤島 麻衣子 Fujishima Maiko) – przewodnicząca klasy 1-3, która czuje coś do Iori. Uważa Taichi'ego za rywala do serca Iori, lecz okazjonalnie go wspiera.

Seiyū: Shizuka Itō 
- Shingo Watase (jap. 渡瀬 伸吾 Watase Shingo) – kolega z klasy Taichi'ego, Iori i Himeko. Kocha się w Maiko.

Seiyū: Yūki Ono 
- Shōto Shiroyama (jap. 城山 翔斗 Shiroyama Shōto) – kolega z klasy Taichi'ego, Iori i Himeko. Nosi ksywę Książę. Należy do klubu jazzowego.

Seiyū: Mitsuhiro Ichiki 
- Kaoru Setouchi (jap. 瀬戸内 薫 Setouchi Kaoru) – przewodnicząca klasy 2-2 w drugim roku nauki.

Seiyū: Sumire Uesaka 
- Mihara (jap. 三原) i Mikitani (jap. 三木谷) – koleżanki Kaoru.

Seiyū: Yukiyo Fujii  (Mihara) and Kanako Nomura (Mikitani)
- Mariko Nakayama (jap. 中山 真理子 Nakayama Mariko) – przyjaciółka Iori, członkini klubu kaligrafii.

Seiyū: Chinatsu Akasaki 
- Yukina Kurihara (jap. 栗原 雪菜 Kurihara Yukina) – koleżanka Yui.

Seiyū: Kaori Ishihara 
- Misaki Ōsawa (jap. 大沢 美咲 Ōsawa Misaki)

Seiyū: Yuka Iguchi 
- Ryūzen Gotō (jap. 後藤 龍善 Gotō Ryūzen) – wychowawca klasy 1-3 oraz nadzorca klubu kulturalnego i klubu jazzowego. Jest często opętywany przez Fūsenkazurę.

Seiyū: Keiji Fujiwara 

### Inni
- Chinatsu Mihashi (jap. 三橋 千夏 Mihashi Chinatsu) –  stara rywalka Yui z karate, której Yui złożyła kiedyś obietnicę.

Seiyū: Maaya Uchida 
- Nana Nishino (jap. 西野 菜々 Nishino Nana) – była dziewczyna Yoshifumiego, z którą chodził w gimnazjum, zanim przeniosła się do Sendai. Z wyglądu przypomina Yui, ale po przeprowadzce obcięła włosy.

Seiyū: Haruka Tomatsu 
- Anzu Kiriyama (jap. 桐山 杏 Kiriyama Anzu) – młodsza siostra Yui.

Seiyū: Ayane Sakura 
- Rina Yaegashi (jap. 八重樫 莉奈 Yaegashi Rina) – młodsza siostra Taichi'ego. Często daje rady miłosne swojemu bratu. Podobnie jak Ryūzen i Iori bywa opętywana przez Fūsenkazurę.

Seiyū: Asuka Ōgame 
- Reika Nagase (jap. 永瀬 玲佳 Nagase Reika) – matka Iori, była mężatką aż pięciokrotnie.

Seiyū: Atsuko Tanaka 

## Light novel
Seria Kokoro Connect została pierwotnie wydana w formie light novel. Książki napisane zostały przez Sadanatsu Andę, a zilustrowane przez Yukiko Horiguchi (pod pseudonimem Shiromizakana).
Pierwsza powieść z serii pierwotnie została wydana pod tytułem Hito tsunagari te, doko e yuku (jap. ヒトツナガリテ、ドコへユク), lecz tom ten został później wydany pod nowym tytułem Kokoro Connect hito Random (jap. ココロコネクト ヒトランダム) i opublikowany 30 stycznia 2010 roku przez Enterbrain. Główna oś fabularna serii zamyka się w 10 tomach. Tom 11. jest zbiorczo wydaną serią opowiadań, związanych z serią.
| Nr | Tytuł                                                               | Data wydania (język japoński) | ISBN (język japoński)  |
| -- | ------------------------------------------------------------------- | ----------------------------- | ---------------------- |
| 1  | Kokoro Connect hito Random (jap. ココロコネクト ヒトランダム)       | 30 stycznia 2010              | ISBN 978-4-04-726290-4 |
| 2  | Kokoro Connect kizu Random (jap. ココロコネクト キズランダム)       | 29 maja 2010                  | ISBN 978-4-04-726537-0 |
| 3  | Kokoro Connect kako Random (jap. ココロコネクト カコランダム)       | 30 września 2010              | ISBN 978-4-04-726775-6 |
| 4  | Kokoro Connect michi Random (jap. ココロコネクト ミチランダム)      | 29 stycznia 2011              | ISBN 978-4-04-727030-5 |
| 5  | Kokoro Connect Clip Time (jap. ココロコネクト クリップタイム)       | 30 maja 2011                  | ISBN 978-4-04-727280-4 |
| 6  | Kokoro Connect Nise Random (jap. ココロコネクト ニセランダム)       | 29 października 2011          | ISBN 978-4-04-727585-0 |
| 7  | Kokoro Connect yume Random (jap. ココロコネクト ユメランダム)       | 29 lutego 2012                | ISBN 978-4-04-727839-4 |
| 8  | Kokoro Connect Step Time (jap. ココロコネクト ステップタイム)       | 30 czerwca 2012               | ISBN 978-4-04-728122-6 |
| 9  | Kokoro Connect Asu Random 1 (jap. ココロコネクト アスランダム 上)   | 29 września 2012              | ISBN 978-4-04-728350-3 |
| 10 | Kokoro Connect Asu Random 2 (jap. ココロコネクト アスランダム 下)   | 30 marca 2013                 | ISBN 978-4-04-728736-5 |
| 11 | Kokoro Connect Precious Time (jap. ココロコネクト プレシャスタイム) | 30 września 2013              | ISBN 978-4-04-729150-8 |

## Manga
Adaptacja powieści w formie mangi została zilustrowana przez Cuteg i wydawana w internetowym czasopiśmie Famitsu Comic Clear wydawnictwa Enterbrain od 22 paćdziernika 2010 do 23 sierpnia 2013 roku. Enterbrain skompilował wydane rozdziały w pięciu tomach wydawanych od 14 maja 2011 do 14 września 2013 roku. W Polsce manga została wydana nakładem wydawnictwa Studio JG.
Enterbrain wydał także dwie tomy antologii zatytułowanej Magi-Cu 4-koma Kokoro Connect (jap. マジキュー4コマ ココロコネクト) kolejno 25 lipca i 25 września 2012 roku.
| Nr | Język japoński   | Język japoński         | Język polski         | Język polski           |
| Nr | Data wydania     | ISBN                   | Data wydania         | ISBN                   |
| -- | ---------------- | ---------------------- | -------------------- | ---------------------- |
| 1  | 14 maja 2011     | ISBN 978-4-04-727267-5 | 10 października 2013 | ISBN 978-83-61356-76-9 |
| 2  | 15 grudnia 2011  | ISBN 978-4-04-727691-8 | 16 grudnia 2013      | ISBN 978-83-61356-84-4 |
| 3  | 14 lipca 2012    | ISBN 978-4-04-728174-5 | 16 kwietnia 2014     | ISBN 978-83-61356-94-3 |
| 4  | 30 marca 2013    | ISBN 978-4-04-728627-6 | 19 września 2014     | ISBN 978-83-80010-11-6 |
| 5  | 14 września 2013 | ISBN 978-4-04-729133-1 | 24 listopada 2014    | ISBN 978-83-80010-32-1 |

### On Air
Powstała także manga na podstawie anime, zilustrowana przez Na! i zatytułowana Kokoro Connect On Air (jap. ココロコネクト ON AIR). Była wydawana od sierpnia 2012 do kwietnia 2013 roku w magazynie Nyantype, które należy do wydawnictwa Kadokawa Shoten. Pojedynczy tom został wydany 28 marca 2013. Manga ta nie została wydana w Polsce.
| Nr | Język japoński | Język japoński         | Język polski | Język polski |
| Nr | Data wydania   | ISBN                   | Data wydania | ISBN         |
| -- | -------------- | ---------------------- | ------------ | ------------ |
| 1  | 28 marca 2013  | ISBN 978-4-04-120520-4 | —            |              |

## Słuchowisko
16 lutego 2011 Enterbrain wyprodukowało także dwa odcinki radiowe związane z serią. Pierwszy z nich pojawił się 16 lutego 2011 roku i został zatytułowany Kokoro Connect natsu to mizugi to bōfūu (jap. ココロコネクト 夏と水着と暴風雨). Drugi odcinek pojawił się na rynku 6 stycznia 2012 roku i został zatytułowany Kokoro Connect haru to date to imōto gokko (jap. ココロコネクト　春とデートと妹ごっこ). Odcinki zawierają oryginalne historie, nie są adaptacją żadnej z wcześniej wydanych prac.

## Anime
Adaptacja powieści w formie anime została wyreżyserowana przez Shinyę Kawatsurę i wyprodukowana przez studio Silver Link. Scenariusz został zaadaptowany przez Fumihiko Shimo, za projekty postaci odpowiedzialny jest Toshifumi Akai, a za dźwięk Toshiki Kameyama. Obsada aktorska powróciła do swoich ról znanych ze słuchowisk.
Spośród 17 wyprodukowanych odcinków, pierwszych trzynaście zostało wyemitowanych od 8 lipca do 30 sierpnia 2012 roku. Pozostałe cztery odcinki zostały wyemitowane na AT-X 30 grudnia 2012 roku.

### Lista odcinków
| N/o | Tytuł                                                                                      | Premiera         |
| --- | ------------------------------------------------------------------------------------------ | ---------------- |
| 1   | Kizuita toki ni wa hajimatteita toiu hanashi (気づいた時には始まっていたという話)          | 8 lipca 2012     |
| 2   | Nakanaka omoshiroi ningen-tachi (なかなか面白い人間達)                                     | 15 lipca 2012    |
| 3   | Jobā to rōburō (ジョバーとローブロー)                                                      | 22 lipca 2012    |
| 4   | Futatsu no omoi (二つの想い)                                                               | 29 lipca 2012    |
| 5   | Aru kokuhaku, soshite shi wa... (ある告白、そして死は…)                                    | 5 sierpnia 2012  |
| 6   | Kizuita toki ni wa mata hajimatteita toiu hanashi (気づいた時にはまた始まっていたという話) | 12 sierpnia 2012 |
| 7   | Barabara to kuzureru (バラバラと崩れる)                                                    | 19 sierpnia 2012 |
| 8   | Soshite dare mo inakunatta (そして誰もいなくなった)                                        | 26 sierpnia 2012 |
| 9   | Tomaranai tomaranai tomaranai (止まらない止まらない止まらない)                             | 2 września 2012  |
| 10  | Sore o kotoba ni suru toiu koto (それを言葉にするということ)                               | 9 września 2012  |
| 11  | Kizuki o ataerarete hajimatta toiu hanashi (気づきを与えられて始まったという話)            | 16 września 2012 |
| 12  | Yuki furu machi e (雪降る街へ)                                                             | 23 września 2012 |
| 13  | Kono gonin ga ireba (この五人がいれば)                                                     | 30 września 2012 |
| 14  | Kowareteyuku hibi (壊れてゆく日々)                                                         | 30 grudnia 2012  |
| 15  | Nanimo mietenai nanimo wakattenai (なにも見えてない なにもわかってない)                    | 30 grudnia 2012  |
| 16  | Kakugo to hyōkai (覚悟と氷解)                                                              | 30 grudnia 2012  |
| 17  | Kokoro o tsunaide (心をつないで)                                                           | 30 grudnia 2012  |

### Ścieżka dźwiękowa
Na wydaniu DVD utwór „Paradigm” (jap. パラダイム Paradaimu) zastąpiono utworem „Kimochi Signal” (jap. キモチシグナル Kimochi shigunaru). W odcinku 11. nie wyświetlono czołówki.
| Odcinki            | Tytuł                                                    | Twórcy                            |          |
| Czołówka           | Czołówka                                                 | Czołówka                          | Czołówka |
| ------------------ | -------------------------------------------------------- | --------------------------------- | -------- |
| 1–10               | „Paradigm” (jap. パラダイム Paradaimu)                   | Eufonius                          |          |
| 1–10 (wydanie DVD) | „Kimochi Signal” (jap. キモチシグナル Kimochi shigunaru) | Sayuri Horishita                  |          |
| 12–17              | „Kimi Rhythm” (jap. キミリズム Kimi rizumu)              | Masaki Imai                       |          |
| Napisy końcowe     |                                                          |                                   |          |
| 1–5                | „Kokoro no kara” (jap. ココロノカラ)                     | Team Nekokan feat. Junca Amaoto   |          |
| 6–10               | „Cry Out”                                                | Team Nekokan feat. Atsuko         |          |
| 11–13              | „Salvage”                                                | Team Nekokan feat. Rekka Katakiri |          |
| 14–17              | „I Scream Chocolatl”                                     | Team Nekokan feat. Lia            |          |
| Inne utwory        |                                                          |                                   |          |
| 17                 | „Milkshake” (jap. ミルクセーキ Mirukusēki)               | Sayuri Horishita                  |          |

## Gra
22 listopada 2012 roku gra typu powieść wizualna została wyprodukowana przez Banpresto i wydana za pośrednictwem Bandai Namco Games. Nosi tytuł Kokoro Connect yochi Random (jap. ココロコネクト　ヨチランダム) i została wydana na PlayStation Portable.